# 김동우 (바둑 기사)
김동우(金東佑, 2002년 4월 2일 ~ )는 대한민국의 바둑 기사이다.

## 약력
대구 출신으로 충암 바둑도장에서 최원용, 김대용 사범의 지도를 받았다. 2013년 조남철배 어린이 바둑대회에서 우승했고 2016년 제7회 영재입단대회를 통해 입단했다. 2017년 제5기 합천군 초청 하찬석국수배 영재바둑대회 16강과 2018년 제6기 하찬석국수배 영재바둑대회 본선 8강, 2019년 제7기 하찬석국수배 영재바둑대회 본선 8강에 진출했다. 2020년 2단을 거쳐 2021년에 3단으로 승단했다.